# 恩霙
恩霙(19世纪?—?)，字春農，号雪樵，布爾忒氏，滿洲镶黄旗人，清朝官员。
道光二十一年，登辛丑恩科繙譯進士。咸豐年間，歷任戶部員外郎。咸豐八年（1858年），改江南道監察御史。次年，任查倉御史。同治二年（1863年），任稽查正黃旗滿洲旗務工科掌印給事中。光緒三年（1877年），任太僕寺卿。光緒五年，任太常寺卿。同年改大理寺卿。
子鍾彥，通判、儿媳内务府正白旗满洲輝發那拉氏，内务府笔帖式俊良之女。